# Terri-Karelle Reid
Terri-Karelle Reid, née Griffith, est une personnalité médiatique jamaïcaine.

## Biographie
Elle est la plus jeune danseuse de la Tony Wilson Dance Company alors qu'elle étudie à l'école préparatoire St Andrew, où elle obtient le titre d'élève de l'année. Elle va ensuite à Campion College, où elle est préfète de l'établissement.
Elle étudie les sciences vétérinaires à Cuba, obtenant son doctorat ; elle reçoit une bourse du pays pour y étudier, ne pouvant pas payer ses études en Jamaïque. En 2005, elle remporte le concours de beauté Miss Jamaïque, étant une des premières mannequins à défiler avec une coiffure afro. Elle est ensuite demi-finaliste du concours Miss Monde.
À son retour au pays en 2007, elle découvre que la Jamaïque ne permet pas d'exercer avec un diplôme cubain : elle doit refaire une année d'études à Trinité-et-Tobago ou aux États-Unis, mais elle refuse, n'ayant pas les moyens de payer cette année supplémentaire. Elle commence alors une carrière médiatique, présentant notamment l'émission Digicel Raising Start, un concours de talents créé par Digicel et TV Jamaica et similaire à American Idol.
Elle devient ensuite ambassadrice du Fonds des Nations unies pour l'enfance et de plusieurs campagnes pour les droits des enfants.
En 2021, elle est invitée à une Conférence TED de l'université Aston pour parler de comment elle a éduqué sa fille, Naima-Kourtnae Reid,. Sa fille remporte des concours d'art pour enfants et elle partage leur quotidien sur les réseaux sociaux, notamment avec des vidéos éducatives, par exemple une vidéo d'une discussion entre sa fille et elle au sujet des menstruations.